# Longmont

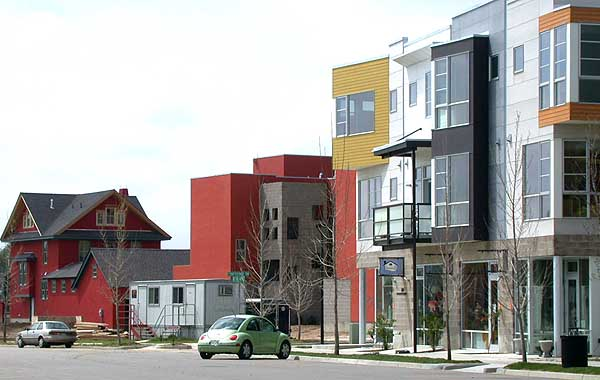
Prospect New Town i södra delen av Longmont är ett exempel på nyurbanism.

Longmont är en stad (city) i Boulder County, och  Weld County, i delstaten Colorado, USA, cirka 55 km norr om Denver. Enligt United States Census Bureau har staden en folkmängd på 87 712 invånare (2011) och en landarea på 67,8 km².